# Standard Twelve
Der Standard Twelve war ein kleiner PKW, den die Standard Motor Company in Coventry in den Jahren 1910 / 1911, von 1933 bis 1940 und von 1945 bis 1948 baute.
Der Name tauchte zuerst 1910 auf und bezeichnete den kleinen Tourenwagen 12 hp, der einen seitengesteuerten Vierzylindermotor besaß und bis 1911 hergestellt wurde. Erst 1933 tauchte der Name wieder auf, und zwar für kleine Limousinen mit Sechszylindermotoren, die Little 12 und Big 12 genannt wurden und im Folgejahr in 12/6 umbenannt wurden. Parallel dazu gab es einen 12 hp mit etwas größerem Vierzylindermotor, der 1935 vom Flying 12 in Pseudo-Stromlinienform und seinem kürzeren Pendant, dem Flying Light 12, abgelöst wurde. Der Flying 12 wurde bis 1940 gebaut. Nach dem Zweiten Weltkrieg wurde dieses Modell nochmals bis 1948 gefertigt.

## 12 hp (1910–1911)
1910 erschien der Tourenwagen 12 hp mit langhubigem Vierzylinder-Reihenmotor mit 1656 cm³ Hubraum (Bohrung × Hub = 68 mm × 114 mm). Das Fahrgestell ohne Aufbau wog 508 kg. Damit war der 12 hp das kleinste Modell des Herstellers in diesem Jahr. 
1912 verschwand der kleine Vierzylinder ersatzlos.

## Little 12, Big 12 und 12/6 (1933–1934)
1933 erschienen zwei 12 hp mit Sechszylindermotor. Der kleinere Wagen hieß Little 12 und besaß einen Motor mit 1337 cm³ Hubraum (Bohrung × Hub = 57 mm × 87,3 mm), der 29 bhp (21 kW) bei 3500 min−1 abgab. Der größere Wagen war der Big 12 und besaß einen Motor mit 1497 cm³. Zudem war der Big 12 etwas um 5″ (127 mm) länger und 5″ breiter als der Little 12. Beide Limousinen erreichten Höchstgeschwindigkeiten von 98 km/h.
Im Folgejahr fiel der Little 12 weg und der Big 12 – etwas vergrößert, aber mit dem gleichen Motor – wurde in 12/6 umbenannt, um sich vom neuen 12 hp mit Vierzylindermotor zu unterscheiden. 1935 wurden die Sechszylinder nicht mehr angeboten.

## 12 hp (1934–1935)
1934 wurde parallel zu den Sechszylindermodellen wieder ein 12 hp mit Vierzylindermotor angeboten. Das Fahrzeug entsprach dem 12/6, hatte aber einen Vierzylinder-Reihenmotor mit 1608 cm³ Hubraum (Bohrung × Hub = 69,5 mm × 106 mm), der 44 bhp (32 kW) bei 4000 min−1 leistete. Die Höchstgeschwindigkeit betrug 97 km/h.
1936 löste der überarbeitete Flying 12 dieses Modell ab.

## Flying Twelve und Flying Light Twelve (1936–1940, 1945–1948)
Der Flying Twelve folgte dem 12 hp nach und besaß die Pseudo-Stromlinie der Standard-Flying-Linie. Sein seitengesteuerter Reihenvierzylindermotor mit 1609 cm³ Hubraum stammte aus dem Vorgänger. Über ein synchronisiertes Dreiganggetriebe wurde die Motorkraft an die Hinterräder weitergeleitet. Die Wagen waren etwas kleiner als ihr Vorgänger. Nur 1936 gab es den Flying Light Twelve mit kürzerem Fahrgestell. Die Wagen erreichten mit 108 bis 114 km/h deutlich höhere Geschwindigkeiten als die weniger schnittigen Vorgänger.
1940 wurde die Produktion kriegsbedingt eingestellt, 1945 aber wieder aufgenommen. Neben der Limousine gab es nun auch ein 2-türiges Cabriolet. 1948 verschwand der Twelve endgültig aus der Modellpalette.

## Quelle
- Culshaw, David & Horrobin, Peter: The Complete Catalogue of British Cars 1895-1975, Veloce Publishing plc., Dorchester (1997), ISBN 1-874105-93-6